# Usi
Usi su specifičnost kitova usana. Ti kitovi nemaju zube, nego su im se umjesto njih tijekom evolucije razvile rožnate pločice koje poput zavjese zatvaraju usta kita i djeluju kao "filter" u koji se uplete kril ili plankton kad kroz njih istiskuju okolnu vodu. Građene su od keratina, a kod nekih vrsta dosežu i do 5 metara. 